# Claes Wahlöö
Claes Waldemar Wahlöö, född 27 november 1939 i Lund, död 1 maj 2019, var en svensk arkivarie, arkeolog och författare. 
Wahlöö var son till journalisten och författaren Waldemar Wahlöö och Karin Svensson samt bror till författaren Per Wahlöö. Efter akademiska studier blev han filosofie kandidat. Han var stadsantikvarie i Lund och författade en rad böcker.
Wahlöö var från 1968 gift med filosofie kandidat Eva Bennet (född 1939). De fick tvillingsöner (födda 1969).